# Resultats electorals a Artà

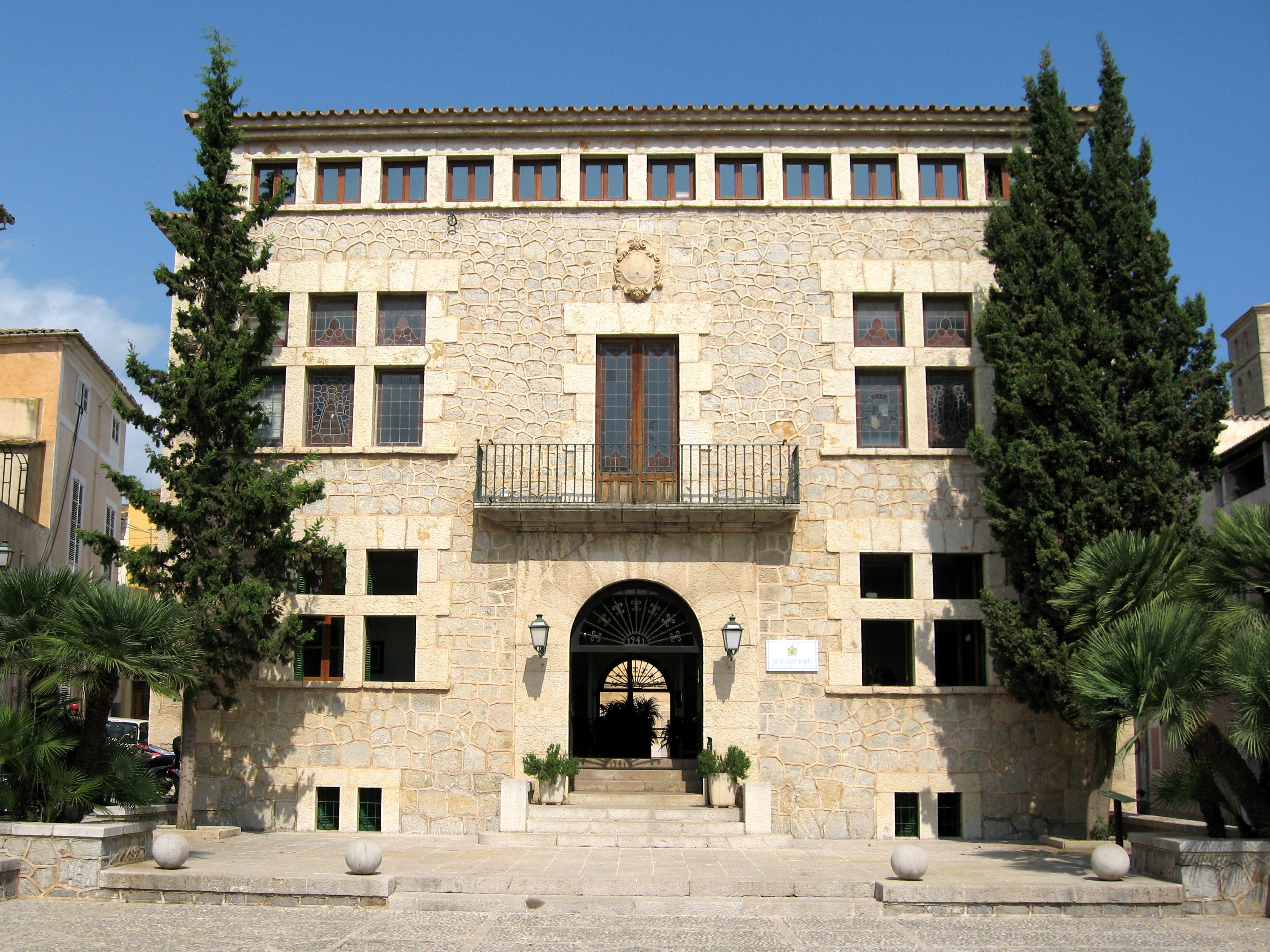
Ajuntament d'Artà

Resum de les eleccions municipals al poble d'Artà (Mallorca). Mentre no s'especifiqui el contrari, les dades són les ofertes pel Ministeri d'Interior del Govern d'Espanya al seu web i de l'Institut d'Estadística de les Illes Balears (IBESTAT). Els percentatges dels partits son damunt el totals del vots emesos (inclosos els nuls).

## 3 d'abrilde1979
Concorregueren a les eleccions els Independents d'Artà, Unió de Centre Democràtic (UCD), el PSOE i el Partit Comunista de les Illes Balears (PCE-PCIB).
| Candidatura | Candidatura                                      | Cap de llista         | Vots  | Regidors | % vots |
| ----------- | ------------------------------------------------ | --------------------- | ----- | -------- | ------ |
|             | Independents d'Artà                              | Jaume Morey Sureda    | 1.267 | 5        | 39,56% |
|             | Unió de Centre Democràtic                        | Jeroni Cantó Servera  | 1.173 | 5        | 36,62% |
|             | PSOE                                             | Josep Mislata Cuellar | 661   | 3        | 20,64% |
|             | Partit Comunista de les Illes Balears (PCE-PCIB) | Antonio Ferrera López | 74    | 0        | 2,31%  |
|             | Vot nul                                          |                       | 28    | -        | 0,87%  |
| Total       | Total                                            | 3203                  | 3203  | 13       |        |

La població artanenca era de 5.636 persones. El cens electoral era de 4.314 persones amb dret a vot, dels quals arribà a votar 3.203 artanencs, el que feia un 74,25% de participació. Hi hagué 28 vots nuls (0,87%).
Les 13 persones que sortiren elegides per ocupar els llocs de regidors de l'Ajuntament d'Artà durant els següents 4 anys foren:

Independents: Jaume Morey Sureda (batle), Sebastià Ginard Villalonga, Julià Sansaloni Esteva, Miquel Dalmau Alzina, Miquel Escanellas Lliteres.

UCD: Jeroni Cantó Servera, Miquel Estelrich Carrió, Antoni Llaneras Esteva, Catalina Th. Bonnín Fuster, Sebastià Esteva Ferragut.

PSOE: Josep Mislata Cuellar, Antoni Maria i Ginard, Pere Cabot Pascual.

## 8 de maigde1983
Concorregueren a les eleccions els Independents d'Artà, que ostentaven la batllia fins al moment, amb el lema "Un programa per anar endavant amb un batle del nostre temps", el Centre Democràtic i Social, amb el lema "una candidatura de seny. Com ha de ser" "per Artà vota es partit d'en Melià", el PSOE amb "Podemos dar un buen gobierno al municipio" i Alianza Popular-Partit Demòcrata Popular-Unió Liberal (AP-PDP-UL) que unien les seves forces sota el lema "Vota por el equilibrio".
Pel que fa al resultat en si, cal destacar, en primer lloc el manteniment del grup Independents com a candidatura més votada i amb els seus cinc regidors, igual nombre que ja aconseguís el 1979.
El descens del grup centrista (llavors UCD, ara CDS) que dels cinc regidors que aconseguís el 1979, es mantingué amb només tres, en benefici d'AP-PDP-UL, "és partit d'en Biel Maia", com se'l coneixia entre la població, que aconseguí introduir els seus dos primers candidats a l'Ajuntament. Per la seva banda, la llista presentada pel PSOE, igual que Independents, es mantenien amb el mateix nombre de regidors (tres), que ja van obtenir el 1979.
| Candidatura | Candidatura                                                       | Cap de llista             | Vots  | Regidors | % vots |
| ----------- | ----------------------------------------------------------------- | ------------------------- | ----- | -------- | ------ |
|             | Independents d'Artà                                               | Jaume Morey Sureda        | 1.288 | 5        | 38,77% |
|             | Centre Democràtic i Social                                        | Antonio Llaneras Esteva   | 740   | 3        | 22,28% |
|             | PSOE                                                              | José Mislata Cuéllar      | 650   | 3        | 19,57% |
|             | Alianza Popular-Partit Demòcrata Popular-Unió Liberal (AP-PDP-UL) | Gabriel Massanet Femenias | 622   | 2        | 18,72% |
|             | Vot en blanc-Vot nul                                              |                           | 22    | -        | 0,66%  |
| Total       | Total                                                             | 3322                      | 3322  | 13       |        |

El cens electoral era de 4.130 persones amb dret a vot, dels quals arribà a votar 3.322 artanencs, el que feia un 79,90 % de participació. Hi hagué un lleuger augment de participació d'uns cinc punts, ja que a les anteriors eleccions hi participaren un 74,25%.
Les 13 persones que sortiren elegides per ocupar els llocs de regidors de l'Ajuntament d'Artà durant els següents 4 anys foren:
- IA: Jaume Morey Sureda, Joaquín M. Hernández Sastre, Antoni Amorós Garau, Bartolomé Ginard Flaquer i Sebastià Ginard Villalonga.
- CDS: Antonio Llaneras Esteva, Catalina Th. Bonnín Fuster i Jaume Torres Domenge.
- PSOE: José Mislata Cuéllar, Rosa Servera Garau (ind.) i Guillem Artigues Vives (ind).
- AP-PDP-UL: Gabriel Massanet Femenias i Juan Cladera Massanet.[6]

Tornà sortir elegit batle Jaume Morey amb 8 vots a favor (IA i PSOE) i 5 en blanc. El regidor socialista José Mislata es donà de baixa del PSOE al juny de 1983 i continuà com a regidor independent. Les tinences de batle quedaren per aquest ordre: Rosa Servera Garau (PSOE), Miguel Hernandez Sastre (IA), Antonio Llaneras Esteva (CDS) i Gabriel Massanet Femenias (AP).
També se celebraren les primeres Eleccions al Parlament de les Illes Balears, on a Artà en sortí guanyador el PSOE amb 891 vots seguit de molt a prop pel PSM amb 883 vots, de 3.277 vots vàlids al poble artanenc. A pesar d'aquests resultats, a totes les Balears el resultat de les dues forces més votades fou de Coalició Popular (AP-PDP-UL) amb 110.922 vots (35,55%) i Partit Socialista Obrer Espanyol (FSB-PSOE) amb 108.158 vots (34,67%) que els donava 21 diputats a cada un dels 54 que hi havia en total al nou Parlament de les Illes Balears

## 10 de junyde1987
En aquestes eleccions concorregueren el Centre Democràtic i Social (CDS), el Partit Socialista Obrer Espanyol (PSOE), Alianza Popular-Partido Liberal (AP-PL) i Independents d'Artà (IA).
- Els Independents, perderen 68 vots respecte de les eleccions del 83, mantenien la fidelitat dels seus electors i aconseguiren seguir amb els 5 regidors que ja tenien.
- AP va fer una pujada (175 vots més en relació amb el 1983) i va aconseguir així un regidor més que li va cedir el CDS, quedant-se en 3. La forta campanya i les cares noves semblaren que van produir el seu efecte.
- El PSOE (58 vots menys en relació al 83) es van mantenir. Són els qui menys cartutxos van gastar en la campanya. Seguiren amb els tres regidors que donaren la majoria i l'alcaldia als Independents mitjançant un pacte.
- El CDS (107 vots menys respecte al 83), partit que en l'àmbit nacional anava en augment, va ser el que més va perdre, ja que, de tres regidors passà a dos, havent estat, tal volta, el partit que més va gastar en la campanya.[8]

Acudiren a les urnes 3.497 dels 4.429 artanencs que hi foren cridats, és a dir, el 78,96%. 3.456 vots (99,45%) foren per a candidatures, 19 (0,55%) en blanc. Hi hagué 22 vots nuls (0,63 %).
| Candidatura | Candidatura                     | Cap de llista            | Vots  | Regidors | % vots |
| ----------- | ------------------------------- | ------------------------ | ----- | -------- | ------ |
|             | Independents d'Artà             | Miquel Pastor Tous       | 1.220 | 5        | 34,89% |
|             | Alianza Popular-Partido Liberal | Joan Sureda Vives        | 797   | 3        | 22,79% |
|             | FSB-PSOE                        | Rosa María Servera Garau | 757   | 3        | 21,65% |
|             | Centre Democràtic i Social      | Juan Amoros Negre        | 682   | 2        | 19,50% |
|             | Vot en blanc                    |                          | 19    | -        | 0,54%  |
|             | Vot nul                         |                          | 22    | -        | 0,63%  |
| Total       | Total                           | 3.497                    | 3.497 | 13       |        |

Com a resultat d'aquesta votació fou elegit batlle en Miquel Pastor Tous amb els 5 vots del seu partit i l'abstenció de la resta. A les mateixes eleccions també es votava, a més de les municipals, les autonòmiques i les europees, a les quals sortí guanyador, a Artà, el PSOE seguit de AP.
Les 13 persones que sortiren elegides per ocupar els llocs de regidors de l'Ajuntament d'Artà durant els següents 4 anys foren:
- Independents: Miquel Pastor (batle), Francisca Piris, Tomeu Ginard Flaquer i Pere Gili.
- A.P.: Joan Sureda, Jaume Payeras i Pedro Garau.
- PSOE: Rosa Servera, Toni Maria i Guillem Artigues.
- CDS: Joan Amorós Negre i Joan Obrador.

## 26 de maigde1991
En aquestes eleccions concorregueren Convergència Balear (CB), formació sorgida de l'antic Centre Democràtic i Social, i que es presentava per primera vegada amb aquesta denominació, el Partit Socialista Obrer Espanyol (PSIB-PSOE), la coalició Partit Popular de Balears-Unió Mallorquina (PP-UM) i Independents d'Artà (IA).
Hi havia una població de 5.954 habitants. Aquesta vegada baixà una mica la participació. Acudiren a les urnes 2.775 dels 3.946 artanencs que hi foren cridats, és a dir, el 70,32%. 2.738 vots (98,95%) foren per a candidatures, 29 (1,05%) en blanc. Hi hagué 8 vots nuls (0,29%).
| Candidatura | Candidatura                                          | Cap de llista        | Vots  | Regidors | % vots |
| ----------- | ---------------------------------------------------- | -------------------- | ----- | -------- | ------ |
|             | Independents d'Artà                                  | Miquel Pastor Tous   | 1.157 | 6        | 41,69% |
|             | Partit dels Socialistes de les Illes Balears         | Josep Silva Jiménez  | 627   | 3        | 22,59% |
|             | Partit Popular de les Illes Balears-Unió Mallorquina | Joan Sureda Vives    | 555   | 2        | 20,00% |
|             | Convergència Balear                                  | Jaume Torres Domenge | 399   | 2        | 14,38% |
|             | Vot en blanc                                         |                      | 29    | -        | 1,05%  |
|             | Vot nul                                              |                      | 8     | -        | 0,29%  |
| Total       | Total                                                | 2.775                | 2.775 | 13       |        |

Tornà a sortir reelegit batle en Miquel Pastor Tous (UIA) en un principi amb un govern en minoria de només el seu grup per posteriorment després de quatre mesos, dia 17 d'octubre en varen fer la roda de premsa, firmaren un pacte postelectoral entre Independents d'Artà i Convergència Balear. Benet Capó Cursach tornà a repetir com a Delegat del Batle d'Artà a la Colònia de Sant Pere. També se celebraren el mateix dia les autonòmiques amb resultat a Artà favorable al PP.
Les 13 persones que sortiren elegides per ocupar els llocs de regidors de l'Ajuntament d'Artà durant els següents 4 anys foren:
- Independents: Miquel Pastor Tous (batle), Francisca Piris Vives, Tomeu Ginard Flaquer, Ginés Ayala Pico, Montserrat Santandreu Ginard i Joan Andreu Vives Cifre.
- PP-UM: Joan Sureda Vives (PP) i Joan Amorós Negre (Ind.).
- PSOE: Josep Silva Jimenez, Joan Riera Carrió i Pere Llinàs Morey.
- CB: Jaume Torres Domenge i Antoni Llaneras Esteva.

## 28 de maigde1995
En aquestes eleccions concorregueren Esquerra Republicana de Catalunya (ERC), que al desembre de 1994 presentà la nova secció local d'Artà, i fou present per primera vegada però no aconseguí representació, el Partit Socialista Obrer Espanyol (PSIB-PSOE), Partit Popular de Balears (PPB), Unió Mallorquina (UM) (a la qual s'havia integrat Convergència Balear) i Independents d'Artà (IA).
El 1995 es manté una participació gairebé exacta en percentatge, respecte als comissis locals anteriors. Acudiren a les urnes 3.308 dels 4.660 artanencs que hi foren cridats, és a dir, el 70,99 %. 3.252 vots (98,64 %) foren per a candidatures, 45 (1,36 %) en blanc. Hi hagué 11 vots nuls (0,33 %).
| Candidatura | Candidatura                                  | Cap de llista                | Vots  | Regidors | % vots  |
| ----------- | -------------------------------------------- | ---------------------------- | ----- | -------- | ------- |
|             | Independents d'Artà                          | Montserrat Santandreu Ginard | 1.326 | 6        | 40,08 % |
|             | Partit Popular de les Illes Balears          | Jaume Sureda Bonnín          | 831   | 4        | 25,12 % |
|             | Partit dels Socialistes de les Illes Balears | Josep Silva Jiménez          | 761   | 3        | 23,00 % |
|             | Unió Mallorquina                             | Antonio Llaneras Esteva      | 181   | 0        | 5,47 %  |
|             | Esquerra Republicana de Catalunya            | Bartomeu Lliteras i Femenias | 153   | 0        | 4,63 %  |
|             | Vot en blanc                                 |                              | 45    | -        | 1,36 %  |
|             | Vot nul                                      |                              | 11    | -        | 0,33%   |
| Total       | Total                                        | 3.308                        | 3.308 | 13       |         |

Després que PSIB-PSOE i PP no presentessin candidats a l'alcaldia al primer plenari de la legislatura, Montserrat Santandreu Ginard anterior regidor de Festes i cap de llista de IA, llista més votada, es convertí en nou batle de la localitat mallorquina.
Les 13 persones que sortiren elegides per ocupar els llocs de regidors de l'Ajuntament d'Artà durant els següents 4 anys foren:
- Independents: Montserrat Santandreu (batle), Gabriel Tous, Joan Ramón Tous, Carme Serra, Jeroni Ginard i Joan Andreu Vives.
- P.P.: Jaume Sureda, Joan Lliteres, Francisco Jose Forteza i Sebastià Massanet.
- PSOE: Josep Silva, Joan Riera i Pere Llinàs.

També hi tornà haver-hi eleccions autonòmiques on, tant a Artà com a les illes tornà a guanyar el PP.
El juliol del 1996. Benet Capó Cursach (UIA) entrà en el lloc de Joan Andreu Vives que havia renunciat.

## 13 de junyde1999
En aquestes eleccions concorregueren el Partit Socialista Obrer Espanyol (PSIB-PSOE), Partit Popular de les Illes Balears (PPB), Unió Mallorquina (UM), Independents d'Artà (IA), Esquerra Unida de Mallorca-Els Verds de Mallorca (EU-EV) i Partit Progressista Artanenc (PPA).
Aquest any va pujar el cens electoral al poble, ja que la població total del municipi era de 5.936 habitants i la participació, quant a persones respecte de les darreres eleccions, es va mantenir. Això significa que hi va haver una major abstenció. Acudiren a les urnes 3.527 dels 5.056 artanencs que hi foren cridats, és a dir, el 69,76 %. 3.475 vots (98,95 %) foren per a candidatures, 37 (1,05 %) en blanc. Hi hagué 15 vots nuls (0,43 %).
| Candidatura | Candidatura                                      | Cap de llista                | Vots  | Regidors | % vots  |
| ----------- | ------------------------------------------------ | ---------------------------- | ----- | -------- | ------- |
|             | Independents d'Artà                              | Montserrat Santandreu Ginard | 1.293 | 5        | 36,82 % |
|             | Partit Popular de les Illes Balears              | Jaume Sureda Bonnín          | 808   | 3        | 23,01 % |
|             | Partit dels Socialistes de les Illes Balears     | Josep Silva Jiménez          | 768   | 3        | 21,87 % |
|             | Unió Mallorquina                                 | Apol·lònia Genovard Servera  | 308   | 1        | 8,77 %  |
|             | Esquerra Unida de Mallorca-Els Verds de Mallorca | Julen Adriàn Gorostiza       | 229   | 1        | 6,52 %  |
|             | Partit Progressista Artanenc                     | Joan Tous Ginard             | 69    | 0        | 1,96 %  |
|             | Vot en blanc                                     |                              | 27    | -        | 0,77 %  |
|             | Vot nul                                          |                              | 10    | -        | 0,28%   |
| Total       | Total                                            | 3.512                        | 3.512 | 13       |         |

Unió Mallorquina dobla quasi en vots respecte als seus darrers resultats i aconseguí entrar al consistori artanenc. La nova coalició presentada a Artà, EU-EV, també aconseguí els vots necessaris per treure un regidor.
Dia 1 de juliol de 1999 es va signar un acord de govern entre Independents d'Artà I PSIB-PSOE. Montserrat Santandreu Ginard (UIA), repetí com a batle de la localitat després d'obtenir 8 vots (5 UIA + 3 PSOE).
Les 13 persones que sortiren elegides per ocupar els llocs de regidors de l'Ajuntament d'Artà durant els següents 4 anys foren:
- Independents: Montserrat Santandreu (batle), Jaume Guiscafrè, Elvira Piris, Jeroni Ginard i Antònia Tous.
- P.P.: Jaume Sureda, Maria Antònia Sansó i Antoni Nicolau.
- PSOE: Josep Silva, Pere Llinàs i Magdalena Fuster.
- UM: Apol·lònia Genovart
- EU-EV: Julen Adriàn Gorostiza

El 29 de març de 2001, pren possessió el regidor Francisco Javier Forteza Hidalgo (PP), en substitució d'Antonio Nicolau Massanet.
El 8 d'agost de 2001 pren possessió el regidor Joan Amorós Bauçà (UIA) per la renúncia de Jaume Guiscafrè Danús.

## 25 de maigde2003
En aquestes eleccions concorregueren el Partit Socialista Obrer Espanyol (PSIB-PSOE), Partit Popular de les Illes Balears (PP), Unió Mallorquina (UM), Independents d'Artà (IA), i Esquerra Unida de Mallorca-Els Verds de Mallorca (EU-EV). Eren els que ostentaven representació consistorial per aquelles dates.
Participació més o menys igual que els darreres comissis, amb una mica de pujada. Acudiren a les urnes 3.656 dels 5.203 artanencs que hi foren cridats, és a dir, el 70,27 %. 3.579 vots (98,49%) foren per a candidatures, 55 (1,51%) en blanc. Hi hagué 22 vots nuls (0,60 %). La població total del poble era de 6.305 habitants.
| Candidatura | Candidatura                                      | Cap de llista             | Vots  | Regidors | % vots |
| ----------- | ------------------------------------------------ | ------------------------- | ----- | -------- | ------ |
|             | Independents d'Artà                              | Margalida Tous Ferrer     | 893   | 3        | 24,43% |
|             | Partit Popular de les Illes Balears              | Concepció Morell Moragues | 884   | 3        | 24,18% |
|             | Unió Mallorquina                                 | Rafel Gili Sastre         | 732   | 3        | 20,02% |
|             | Partit dels Socialistes de les Illes Balears     | Josep Silva Jiménez       | 728   | 3        | 19,91% |
|             | Esquerra Unida de Mallorca-Els Verds de Mallorca | Julen Adriàn Gorostiza    | 342   | 1        | 9,35%  |
|             | Vot en blanc                                     |                           | 55    | -        | 1,50%  |
|             | Vot nul                                          |                           | 22    | -        | 0,60%  |
| Total       | Total                                            | 3.656                     | 3.656 | 13       |        |

En aquestes eleccions, es produí una baixada considerable de vots dels Independents i un augment d'Unió Mallorquina que dobla en vots respecte als seus darrers resultats. Es crea així la situació en què tots els partits excepte EU-EV aconsegueixen 3 regidors, amb el qual per governar amb majoria, faria falta la unió d'almenys 3 partits. Tot i així, Margalida Tous (UIA) es va fer amb el càrrec de batlessa per primera vegada en el municipi gràcies al vot d'EU-EV, ja que els altres es votaren a ells mateixos.
No obstant això, un any després, Margalida dimití del seu càrrec, ja que segons ella es feia impossible governar amb minoria, i fou per això que es passà a uns dies d'incertesa i converses entre els diferents partits. Així, UM, PSOE i EU-EV arribaren a un acord tripartit per governar els 3 anys següents, i Rafel Gili Sastre (UM) es convertí en el primer batle d'UM al municipi i també primer batle d'un partit diferent dels Independents, ja que aquests governaren des de la restauració de la democràcia a Artà. El darrer any, i fruit d'un acord de govern, se cedí la vara a María Francisca Servera Pascual (PSIB-PSOE), perquè es convertís en la segona batlessa del municipi. La decisió no fou exempta de polèmica, ja que el que suposadament havia d'ocupar el lloc de batle, era Josep Silva, cap de llista dels socialistes, però el representant de la formació ecologista EU-EV, no hi estava d'acord que fos ell i després de diverses negociacions es decidí no posar a Silva de batle sinó, a na Maria Francisca, evitant així la polèmica.
Les 13 persones que sortiren elegides per ocupar els llocs de regidors de l'Ajuntament d'Artà durant els següents 4 anys foren:
- Independents: Margalida Tous Ferrer (batlessa), Elvira Piris Quetglas i Josep Danus Rosselló
- P.P.: Concepció Morell Moragues, Bartolome Palmer Sabater i José Navarro Fuster.
- PSOE: Josep Silva Jiménez, Maria Fca. Servera Pascual (3a Batlessa legislatura) i Manuel Galan Massanet
- UM: Rafel Gili Sastre (2n Batle legislatura), Miquel Sebastià Moll Ferragut i M. Antònia Sureda Marti
- EU-EV: Julen Adrián Gorostiza

Al plenari del 27 de febrer de 2007, el regidor Julen Adrián Gorostiza (EU/EV) presenta la seva renúncia. Al següent plenari pren possessió Guillem Caldentey Crego.

## 27 de maigde2007
En aquestes eleccions concorregueren el Partit Socialista Obrer Espanyol (PSIB-PSOE), Partit Popular de les Illes Balears (PP), Unió Mallorquina (UM), Independents d'Artà (IA), i Els Verds de Mallorca-Acord Municipal (EV-AM). Eren els que ostentaven representació consistorial per aquelles dates.
Una mica més de participació respecte els darreres comissis. Acudiren a les urnes 3.648 dels 5.098 artanencs que hi foren cridats, és a dir, el 71,56 %. 3.574 vots (98,32 %) foren per a candidatures, 61 (1,68 %) en blanc. Hi hagué 13 vots nuls (0,36 %).
| Candidatura | Candidatura                                                | Cap de llista                   | Vots  | Regidors | % vots |
| ----------- | ---------------------------------------------------------- | ------------------------------- | ----- | -------- | ------ |
|             | Unió Mallorquina                                           | Rafel Gili Sastre               | 1.395 | 5        | 38,38% |
|             | Partit dels Socialistes de les Illes Balears               | Maria Francesca Servera Pascual | 744   | 3        | 20,47% |
|             | Independents d'Artà                                        | Margalida Tous Ferrer           | 600   | 2        | 16,51% |
|             | Partit Popular de les Illes Balears                        | Bartolomé Palmer Sabater        | 533   | 2        | 14,66% |
|             | Els Verds de Mallorca-Esquerra Republicana-Acord Municipal | Guillem Caldentey Crego         | 302   | 1        | 8,31%  |
|             | Vot en blanc                                               |                                 | 61    | -        | 1,67%  |
| Total       | Total                                                      | 3.635                           | 3.635 | 13       |        |

Els independents continuaren la seva progressió descendent, perdent un regidor, igual que el PP, mentre que UM seguia amb l'ascendència meteòrica, tornant a aconseguir quasi el doble de vots que l'any 2003. La major xifra de vots obtingut per una candidatura local fins aleshores i rècord que es mantingué durant els anys següents. Obtenia així 5 regidors, que sumats als 3 del PSIB-PSOE mitjançant un acord de govern donava la majoria quedant els Independents, PP i EV-AM a l'oposició. Rafel Gili continuà com a batle de la localitat els 4 anys següents, després d'haver passat pel càrrec 2 anys a l'anterior legislatura.
Les 13 persones que sortiren elegides per ocupar els llocs de regidors de l'Ajuntament d'Artà durant els següents 4 anys foren:
- Independents: Margalida Tous Ferrer i Pere Obrador Alzina
- P.P.: Bartolome Palmer Sabater i Francesc Lliteres Reche
- PSOE: Maria Fca. Servera Pascual, Manuel Galan Massanet i Maria Paula Ginard Vilchez
- UM: Rafel Gili Sastre (Batle), Esperança Massanet Forteza, M. Antonia Sureda Marti, M. del Mar Llaneres Pascual, Bartomeu Gili Nadal
- EV-ERC: Guillem Caldentey Crego

El 27 de novembre de 2007, Sebastián Carrió Ginard (PP) adquirí la condició de regidor a causa de la renúncia de Bartolomé Palmer Sabater.
El 28 d'octubre de 2008, Magdalena Llull Ferrer (UM) va entrar al consistori per la renúncia de Esperanza Massanet Forteza.
El 28 de desembre de 2010 prengué possessió el regidor Bartolomé Brunet Guerrero (UM), número 11 de la llista, a causa de la renúncia de Magdalena Llull Ferrer el 5 de novembre de 2010.

## 22 de maigde2011
| Candidatura | Candidatura                                  | Cap de llista                   | Vots  | Regidors | % vots |
| ----------- | -------------------------------------------- | ------------------------------- | ----- | -------- | ------ |
|             | Independents d'Artà                          | Jaume Alzamora Riera            | 827   | 3        | 23,66% |
|             | Partit dels Socialistes de les Illes Balears | Maria Francesca Servera Pascual | 778   | 3        | 22,26% |
|             | Convergència per les Illes                   | Bartomeu Gili Nadal             | 709   | 3        | 20,29% |
|             | Partit Popular de les Illes Balears          | Juan Lliteras Espinosa          | 695   | 3        | 19,89% |
|             | IniciativaVerds                              | Guillem Caldentey Crego         | 260   | 1        | 7,44%  |
|             | Esquerra Republicana                         | Oriol Costa Compte              | 47    | 0        | 1,34%  |
|             | Vot en blanc                                 |                                 | 120   | -        | 3,43%  |
|             | Vot nul                                      |                                 | 59    | -        | 1,69%  |
| Total       | Total                                        | 3.495                           | 3.495 | 13       |        |

Resultats molt ajustats en aquests comissis municipals al poble artanenc. De les 5.119 persones artanenques al cens, anaren a votar 3.495 artanencs el que suposa el 68,28 % amb dret a vot al poble d'Artà, baixant respecte a 4 anys enrere. Per tant, una abstenció de 1.624 persones que suposa un 31,72 %. Hi hagué 59 vots nuls (1,69 %). I 120 vots (el doble que fa 4 anys) en blanc, és a dir, un 3,49 %.
L'11 de juny de 2011 se celebrà el primer plenari amb els únics punts de constitució de la Corporació i elecció de batle/essa. Tots els grups municipals votaren el seu cap de llista, excepte IV que votà per Jaume Alzamora Riera obtenint així 4 vots enfront dels 3 de cada un de la resta. Com que no va tenir majoria absoluta ningú, es va proclamar batle a Jaume Alzamora Riera per ser el candidat de la llista més votada a les eleccions. Es constituí així l'Equip de Govern format per Unió Independents d'Artà i IniciativaVerds d'acord amb el Pacte signat el 8 de juny.
45 minuts abans del següent plenari, els portaveus dels partits de l'oposició (PSOE-CxI-PP) presentaren una proposta per a la governabilitat a l'Ajuntament d'Artà durant la legislatura 2011-2015 format per totes les formacions polítiques municipals, el qual es coneix com a govern de concentració. Unió Independents d'Artà i IniciativaVerds digueren que s'ho estudiarien però rebutjaren suspendre el plenari tal com plantejava l'oposició
Al plenari extraordinari del 13 de juliol de 2011 es formalitzava la renúncia voluntària del regidor Jesús Muñoz Martín (CxI). La seva substituta fou Magdalena Llull Ferrer (CxI).
A finals de setembre de 2011 es va aconseguir signar un nou Pacte de Govern municipal que donés majoria a l'Equip de Govern. Convergència per les Illes (CxI) entrà al Govern artanenc. El Pacte establí la batlia per Bartomeu Gili Nadal (CxI) el darrer any de legislatura.
El 28 de febrer de 2012, Maria Francisca Servera Pascual (PSIB), va renunciar al seu càrrec de regidora per incorporar-se a la Junta Electoral de les Illes Balears. El seu substitut fou Nofre Serra Vila.
Al gener de 2013 el Batle Jaume Alzamora Riera (UIA) va expulsar de l'equip de govern el regidor Guillem Caldentey Crego (IniciativaVerds) per deslleialtat, just després que aquest votés a favor de l'aprovació dels pressupostos municipals, trencant així el pacte de govern municipal.
Al plenari del 30 de juliol de 2013 es formalitza el canvi de denominació del grup municipal Convergència per les Illes a Proposta per les Illes.
Al ple del 25 de febrer de 2014 va prendre possessió la nova regidora Antònia Llull Ferrer (PP), en motiu de la renúncia de Jaume Ginard Muñoz.
Al plenari extraordinari de 13 de maig de 2015, el darrer ple de la legislatura a excepció de l'aprovació d'actes, Maria Teresa López Ramón (IV) va adquirir la condició de regidora per la renúncia de Guillem Caldentey.
Regidors electes a Artà:
- Independents d'Artà (UIA): Jaume Alzamora Riera (batle), Magdalena Maria Fernàndez, Maria del Mar López Martí.
- Partit Socialista Obrer Espanyol (PSIB-PSOE): Mª Francisca Servera Pascual, Manuel Galan Massanet, Maria Paula Ginard Vilchez.
- Convergència per les Illes (CxI): Bartomeu Gili Nadal (2n Batle legislatura), Maria Antònia Sureda Marti, Jesús Muñoz Martin.
- Partit Popular (PP): Juan Lliteres Espinosa, Miquel Servera Morey, Jaume Ginard Muñoz.
- Iniciativa Verds (I.V.): Guillem Caldentey Crego.

## 24 de maigde2015
Acudiren a les urnes 3.614 dels 5.305 artanencs que hi foren cridats, és a dir, el 68,12 %. 3.488 vots (97,73 %) foren per a candidatures, 81 (2,27 %) en blanc. Hi hagué 45 vots nuls (1,25 %).
| Candidatura | Candidatura                                  | Cap de llista          | Vots  | Regidors | % vots |
| ----------- | -------------------------------------------- | ---------------------- | ----- | -------- | ------ |
|             | Independents d'Artà                          | Jaume Alzamora Riera   | 1.179 | 5        | 32,62% |
|             | Proposta per les Illes                       | Bartomeu Gili Nadal    | 823   | 3        | 22,77% |
|             | Partit dels Socialistes de les Illes Balears | Manolo Galán Massanet  | 790   | 3        | 21,86% |
|             | Partit Popular de les Illes Balears          | Juan Lliteras Espinosa | 385   | 1        | 10,65% |
|             | Alternativa per Artà                         | Aina Comas Delgado     | 311   | 1        | 8,61%  |
|             | Vot en blanc                                 |                        | 60    | -        | 1,66%  |
|             | Vot nul                                      |                        | 66    | -        | 1,83%  |
| Total       | Total                                        | 3.614                  | 3.614 | 13       |        |

Regidors electes a Artà:
- Independents d'Artà (UIA): Jaume Alzamora Riera, Magdalena Maria Fernàndez, Immaculada Moreno Mayal, Assumpció Santandreu Ginard, Amalio Arnandis Puig.
- Proposta per les Illes (El Pi): Bartomeu Gili Nadal, Maria Antònia Sureda Marti, Manuel Rocha Barrientos.
- Partit Socialista Obrer Espanyol (PSIB-PSOE): Manuel Galan Massanet, Maria Paula Ginard Vilchez, Onofre Serra Vila.
- Partit Popular (PP): Juan Lliteres Espinosa.
- Alternativa per Artà (AA): Aina Comas Delgado.

## 26 de maigde2019
Acudiren a les urnes 3.632 dels 5.509 artanencs que hi foren cridats, és a dir, el 65,93 %. 3.561 vots (98,05 %) foren per a candidatures, 33 (0,91 %) en blanc. Hi hagué 38 vots nuls (1,05 %).
| Candidatura | Candidatura                                  | Cap de llista              | Vots  | Regidors | % vots |
| ----------- | -------------------------------------------- | -------------------------- | ----- | -------- | ------ |
|             | Partit dels Socialistes de les Illes Balears | Manolo Galán Massanet      | 1.294 | 5        | 35,63% |
|             | Independents d'Artà                          | Macu Moreno Mayal          | 923   | 3        | 25,41% |
|             | Proposta per les Illes                       | Maria Antònia Sureda Martí | 737   | 3        | 20,29% |
|             | Partit Popular de les Illes Balears          | Juan Lliteras Espinosa     | 334   | 1        | 9,20%  |
|             | Alternativa per Artà                         | Aina Comas Delgado         | 273   | 1        | 7,52%  |
|             | Vot en blanc                                 |                            | 33    | -        | 0,91%  |
|             | Vot nul                                      |                            | 38    | -        | 1,05%  |
| Total       | Total                                        | 3.632                      | 3.632 | 13       |        |

Regidors electes a Artà:
- Partit Socialista Obrer Espanyol (PSIB-PSOE): Manuel Galan Massanet, Maria Bel Llinàs Pastor, Toni Valle Font, Antoni Bonet Company, Isabel Nieto Sepúlveda.
- Independents d'Artà (UIA): Immaculada Moreno Mayal, Maria Pastor Gelabert, Jaume Alzamora Riera.
- Proposta per les Illes (El Pi): Maria Antònia Sureda Marti, Manuel Rocha Barrientos, Sebastià Carrió Dalmau.
- Partit Popular (PP): Juan Lliteres Espinosa.
- Alternativa per Artà (AA): Aina Comas Delgado.

El 15 de juny de 2019 es va constituir la corporació i va ser triat batle Manolo Galán (PSIB) en virtut del pacte firmat entre PSIB, El Pi i Alternativa per Artà, continuant així el pacte de l'anterior legislatura. Galán va ser investit batle amb els 9 vots de l'equip de govern, mentre que Macu Moreno rebé els 3 suports del seu partit i Juan Lliteras s'abstingué.
Pep Borràs, continuà com a delegat de batlía a la Colònia de Sant Pere.
El 30 de juliol de 2019, Jaume Alzamora Riera (UIA) presentà la seva renuncia com a regidor, ja que va ser nomenat Conseller Insular de Promoció Econòmica del Consell de Mallorca. La següent a la llista d'UIA era Assumpció Santandreu Ginard però va renunciar a entrar de nou al consistori mitjançant escrit del 13 d'agost de 2019. Per tal motiu adquirí la condició de regidor Jeroni Esteva Alzamora, des del setembre de 2019.
El 24 de febrer de 2020, Toni Valle (PSIB), regidor d'Esports, presentà la seva renuncia com a regidor. Es va fer efectiu al ple de maig per mor de la COVID-19. El batle Manolo Galán asumí la regidoria a partir de llavors. Entrà la següent a la llista que era Maria Paula Ginard Vilchez (PSIB) al plenari de juny de 2020.

## 28 de maigde2023
Acudiren a les urnes 3.578 dels 5.736 artanencs que hi foren cridats, és a dir, el 62,38 %. 3.433 vots (95,95 %) foren per a candidatures, 68 (1,90 %) en blanc. Hi hagué 77 vots nuls (2,15 %).
| Candidatura | Candidatura                                  | Cap de llista              | Vots  | Regidors | % vots |
| ----------- | -------------------------------------------- | -------------------------- | ----- | -------- | ------ |
|             | Partit dels Socialistes de les Illes Balears | Manolo Galán Massanet      | 1.500 | 6        | 41,92% |
|             | Independents d'Artà                          | Macu Moreno Mayal          | 772   | 3        | 21,58% |
|             | Proposta per les Illes                       | Maria Antònia Sureda Martí | 682   | 2        | 19,06% |
|             | Partit Popular de les Illes Balears          | Juan Lliteras Espinosa     | 479   | 2        | 13,39% |
|             | Vot en blanc                                 |                            | 68    | -        | 1,90%  |
|             | Vot nul                                      |                            | 77    | -        | 2,15%  |
| Total       | Total                                        | 3.578                      | 3.578 | 13       |        |

Regidors electes a Artà:
- Partit Socialista Obrer Espanyol (PSIB-PSOE): Manuel Galan Massanet, Maria Bel Llinàs Pastor, Antoni Bonet Company, Isabel Nieto Sepúlveda, Maria Paula Ginard Vilchez, Bel Ortega Sancho.
- Independents d'Artà (UIA): Immaculada Moreno Mayal, Maria Pastor Gelabert, Jordi Cabrer Flaquer.
- Proposta per les Illes (El Pi): Maria Antònia Sureda Marti, Manuel Rocha Barrientos.
- Partit Popular (PP): Juan Lliteres Espinosa, Andreu Casellas Cabrer.

El partit socialista aconseguí récord de vots amb 1.500 suports. Aquesta xifra no l'havia aconseguit cap partit polític a Artà des del restabliment de la democràcia. Es va firmar un pacte entre PSIB-PSOE i El Pi, pel qual Manolo Galán seguirà de batle els 4 anys i Maria Antònia Sureda d'El Pi primera tinenta de batle.